# Kameničná (Eslováquia)
Kameničná (em húngaro: Keszegfalva) é um município da Eslováquia, situado no distrito de Komárno, na região de Nitra. Tem 34,51 km² de área e sua população em 2018 foi estimada em 1.924 habitantes.

## Demografia
| Ano:        | 1994 | 2004   | 2014   | 2024   |
| ----------- | ---- | ------ | ------ | ------ |
| Broj ljudi: | 1736 | 1839   | 1929   | 1921   |
| Razlika:    |      | +5,93% | +4,89% | -0,41% |

| Ano:               | 2023 | 2024   |
| ------------------ | ---- | ------ |
| Número de pessoas: | 1883 | 1921   |
| Diferença:         |      | +2,01% |